# Byblisia
Byblisia is een geslacht van vlinders van de familie venstervlekjes (Thyrididae).

## Soorten
- B. albaproxima Bethune-Baker, 1911
- B. latipes Walker, 1865
- B. micans Kiriakoff, 1954
- B. ochracea Jordan, 1907
- B. setipes (Plötz, 1880)